# 叶澄衷

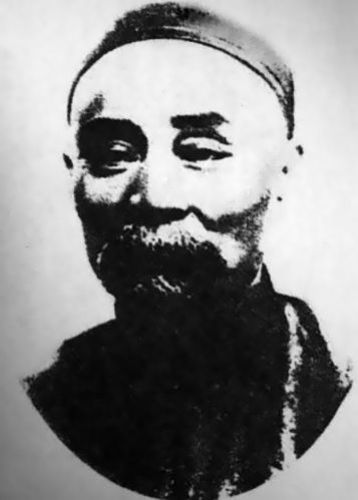
叶澄衷像

叶澄衷（1840年—1899年），浙江镇海人，清末沪上巨贾，“五金大王”。是中国近代五金行业的先驱，并对教育事业贡献良多。

## 身世
原名成忠，幼时丧父，家境贫寒。14岁到上海做学徒。17岁在黄浦江摇舢舨谋生。后投资五金业，获巨大成功。
葉澄衷是葉貽銓、葉貽釗之父親。叶澄衷有七子七女，原配生子女10个，小妾苏氏生4个。有一女葉薇卿，其夫為故宮博物院院長馬衡。

## 实业
- 清同治元年(1862年)，于上海百老汇路（今上海大名路）设“老顺记”杂货店，并经营美孚石油公司石油，后又在全国各地建立分支
- 于上海白渡桥北堍（今上海北苏州路乍浦路东）设可炽铁号
- 于上海北京路设新顺记五金店
- 于武汉汉口开办燮昌火柴厂
- 于江苏苏州开办火柴厂
- 投资银行业（钱庄业）、房地产、运输业、缫丝业等

清朝末年，叶澄衷成为横跨商业、地产、工业、金融业等几大行业的巨商，资产超白银800万两，相当于时清政府年财政收入的十分之一。

## 公益慈善
- 上海第一所中国人创办的新式学校“澄衷蒙学堂”（叶澄衷创办的第二所学校，今澄衷中学）

光绪二十五年(1899年)，捐白银10万两创办“澄衷蒙学堂”，同年10月叶病逝，其子续捐白银10万两。
蔡元培是澄衷学堂第一任校长。胡适、竺可桢是澄衷学堂的最早一批学生。
- 晚年热心赈济、救贫和办学，创办“怀德堂”、“忠孝堂”、“义庄”等慈善机构。

## 评
- “演迤江海五六千里之地，上海实权其中”——时人评

## 纪念
- 清政府“乐善好施”、“勇于为善”匾额嘉奖。
- 民国19年（1930年）政府立叶澄衷全身铜像于澄衷蒙学堂。铜像曾被毁，后由校友捐款重建。